# Лапорт Тауншип (округ Салліван, Пенсільванія)
Лапорт Тауншип (англ. Laporte Township) — селище (англ. township) в США, в окрузі Саллікан штату Пенсільванія. Населення — 407 осіб (2020).

## Демографія
Згідно з переписом 2010 року, у селищі мешкало 349 осіб у 163 домогосподарствах у складі 112 родин. Було 496 помешкань
Расовий склад населення:
| - 98,0 % — білих - 0,6 % — корінних американців - 0,3 % — чорних або афроамериканців |

До двох чи більше рас належало 1,1 %. Частка іспаномовних становила 0,3 % від усіх жителів.
За віковим діапазоном населення розподілялося таким чином: 15,2 % — особи молодші 18 років, 63,3 % — особи у віці 18—64 років, 21,5 % — особи у віці 65 років та старші. Медіана віку мешканця становила 53,4 року. На 100 осіб жіночої статі у селищі припадало 102,9 чоловіків;  на 100 жінок у віці від 18 років та старших — 104,1 чоловіків також старших 18 років.
Середній дохід на одне домашнє господарство  становив 65 451 долар США (медіана — 59 091), а середній дохід на одну сім'ю — 71 680 доларів (медіана — 61 429). За межею бідності перебувало 3,4 % осіб, у тому числі 2,9 % дітей у віці до 18 років та 0,0 % осіб у віці 65 років та старших.
Цивільне працевлаштоване населення становило 211 осіб. Основні галузі зайнятості: освіта, охорона здоров'я та соціальна допомога — 26,1 %, будівництво — 22,3 %, роздрібна торгівля — 15,6 %, науковці, спеціалісти, менеджери — 9,5 %.